# 戈培尔效应
戈培尔效应（英語：Goebbels effect），西方語言稱為大謊言（英語：big lie），是指以含蓄、间接的方式向个体发出信息，而个体无意识地接受了这种信息，从而做出一定的心理或行为反应。約瑟夫·戈培爾本人解释：“如果你说的谎言范围够大，并且不断重复，人民最终会开始相信它，当谎言被确立的期间，国家便可阻隔人民对谎言所带来的政治，经济和军事后果的了解。”戈培尔成立帝國文化院，并强迫媒體从业人员加入，透過购买、清洗、控制股份、审查、停刊等手段，对媒体发布每日指令，所有的報刊都必须與指令保持一致，否則强制停止出版。戈培尔还通过强制集體收聽廣播、所有公共場所都必須配備收音機、收听国外电台受严厉的刑事处罚等手段控制群众。

## 影响
- 排他性：只承认一种理论绝对正确。
- 循环论证：从一个简单的真理开始，循环论证。
- 倾向相信利益承诺：相信某种理论能带来巨大的收益，欲望就会难以抑制，不由自主地接收他人信息。
- 思维定势化：把观点简化成口号化的句式。
- 仪式化：把一些抽象的思想具象化、便于形成图腾崇拜，而且仪式的庄严感能够给受洗对象形成服从的压力。
- 重复性：被施洗者心悦诚服地接受观点、意见、提议以及任何请求。[2]